# Йордан Йовчев
 Тази статия е за спортиста.  За революционера от Куманово, деец на ВМОРО, вижте Йордан Йовчев (Куманово).  За революционера от Годиве, деец на ВМОРО, вижте Йордан Йовчев (Годиве).
Йордан Йовчев Йовчев е български гимнастик, телевизионен водещ и спортен коментатор.

## Биография
Йордан Йовчев е роден на 24 февруари 1973 г. в Пловдив. Възпитаник е на спортното училище в родния си град. Първите си стъпки в гимнастиката прави, когато е седемгодишен.Първият му клуб е Спартак – Пловдив.
Участва на шест поредни олимпиади от 1992 до 2012 г. Така той става първият гимнастик, участвал в шест олимпийски игри в историята на спорта. От декември 2008 е председател на българската федерация по спортна гимнастика. През 2012 е знаменосец на България на Олимпийските игри в Лондон и се класира на седмо място във финала на халки..
През 2018 е участник в четвъртия сезон на риалити шоуто Фермата.

### Състезания
Йордан Йовчев е български гимнастик. В кариерата си има четири олимпийски медала – един сребърен и три бронзови. Два пъти е двоен световен шампион на земя и халки на първенствата в Гент и Анахайм през 2001 и 2003, и двоен световен вицешампион в Дебрецен през 2002 г.
На олимпийските игри в Атина Йовчев печели сребърен медал, като незаслужено златният му е отнет. Съдиите присъждат златното отличие на гръка Димостенис Тамбакос, въпреки че Йовчев се представя по-добре от представителя на домакините – (такова поведение е характерно за всички съдийски колегии и се състои в толериране на представителите на домакините на спортните прояви по цял свят). Тогава трети става една легенда в спорта, името му е – Юри Кеки. Прякорът му е „Властелинът на пръстените“ /халките/ заради 15-те му златни и 7 бронзови медали от големи състезания. По време на награждаването обаче се случва сцена, която организаторите не предполагат: когато отиват към публиката, Юри Кеки хваща ръката на Йовчев и я вдига победоносно пред публиката, с което посочва еднозначно, че Йордан Йовчев е номер 1. Псевдо-шампионът грък остава изолиран встрани, като Юри Кеки умишлено го игнорира и не пожелава да го прегърне.

### Постижения
- През 1991 на Европейското първенство за юноши до 18-годишна възраст, провело се в Атина, става вицешампион в многобоя, макар съчетанието му да е по-добро от шампиона(домакина).
- През 1996 на Европейското първенство в Копенхаген става вицешампион на халки и четвърти в многобоя.
- През 1996 на Олимпийските игри в Атланта остава четвърти на халки.
- През 1999 на Световното първенство в Тиендзин става бронзов медалист в многобоя.
- През 2000 на Европейското първенство в Бремен остава четвърти на халки.
- През 2000 на Олимпийските игри в Сидни става двоен бронзов медалист на земя и халки.
- През 2001 на Световното първенство в Гент става двоен Световен шампион на земя и халки.
- През 2002 на Европейското първенство в Патра става Европейски шампион на халки, Европейски вицешампион на земя и Европейски вицешампион в многобоя.
- През 2002 на Световното първенство в Дебрецен става двоен Световен вицешампион на халки и земя.
- През 2003 на Световното първенство в Анахайм става двоен Световен шампион халки и земя.
- През 2004 на Олимпийските игри в Атина взема бронзовия медал на земя и сребърния на халки.
- През 2009 на Световното първенство в Лондон взема сребърен медал на халки.

### Награди
- Най-добър спортист на Балканите в анкетата на БТА – 2003
- Спортист №1 на България – 2001, 2003
- Спортист №2 на България – 2004
- В Топ-10 при определяне на най-добър спортист на България – 1999, 2000, 2002, 2007
- Йордан Йовчев е победител в конкурса „Мъж на годината 2004“ и стана „Кавалер на сабята“ на клуб „М“ – символ на мъжката доблест и чест. Той получава и специално 60-годишно уиски „Джони Уокър“ със син етикет.
- 2013 г. – удостоен е с орден „Стара планина“ I степен[7]

### Край на състезателната кариера
Малко след олимпиадата в Лондон през 2012 година Йордан Йовчев заяви, че слага край на състезателната си кариера. Със специален бенефисен спектакъл „Пътят" най-успелият български гимнастик сложи край на своята състезателна кариера. Събитието се проведе в зала „Арена Армеец" на 23.02.2013 г. с финансовата подкрепа на Корпоративна търговска банка и ЗАД „Виктория“. В шоуто публиката се наслади на майсторските изпълнения на Йордан Йовчев на успоредка, висилка и превърналите се вече в символ на професионалния му път халки. На сцената излязоха още ансамбълът по художествена гимнастика, трупата на Нешка Робева, националите по спортна гимнастика и аеробика, както и най-добрите ни акробати и състезатели по скачане на батут. За да подкрепят Йордан Йовчев специално за бенефиса пристигнаха и легендите в гимнастиката – Юри Кеки и Игор Касина. Сред официалните гости, присъстващи на събитието, се отличиха големите имена в българския спорт Любо Ганев, Валентин Йорданов, Тереза Маринова и Константин Папазов. 
С участието си на XXX летни Олимпийски игри в Лондон, 39-годишният тогава Йовчев отбелязва и друг рекорд – остава в историята като единствения български спортист взел участие в шест олимпиади по време на спортната си кариера.

## Състезания в Япония
От 2001 г. Йовчев взема участие в японското състезание за физическа сила и издръжливост Сасуке (излъчвано в САЩ и Великобритания като Ninja Warrior, а в България като „Най-добрият нинджа“), където е измежду само 16-има състезатели – и единствен чужденец – класирали се за последния кръг на надпреварата от създаването ѝ през 1997 г. Допълнително, три пъти се класира за предпоследния кръг. Когато стига финала при първия си опит през 2001, дъждовното време му попречва при етапа, изискващ изкачването на гладка кула. (В Сасуке са участвали общо над 2000 състезатели, много от които също са професионални лекоатлети; само двама души са печелили състезанието, което е толкова трудно, че през 2007 г. само двама души успяват да преминат дори първия кръг.)

## Коментатор и спортен журналист
По време на XXXI летни олимпийски игри в Рио де Жанейро (Бразилия), от 5 до 21 август 2016 г., Йордан Йовчев е част от коментаторския екип на Българската национална телевизия в Рио. Йовчев е водещ на ежедневното предаване „Линия Рио с Йордан Йовчев“. Предаването обобщава най-интересното във всеки от олимпийските дни с репортажи, интервюта и коментари от мястото на събитията. „Линия Рио“ се излъчва по канал „БНТ 1“ всеки ден в ранните сутрешни часове, с повторение от 12:30 часа. По време на състезанията по спортна гимнастика на олимпийския турнир в Рио де Жанейро, Йордан Йовчев е на коментаторския пулт на БНТ в Рио.
На Летни олимпийски игри 2020 също е коментатор на състезанията по спортна гимнастика заедно с Цветелина Абрашева.